# 마망 (조각 작품)

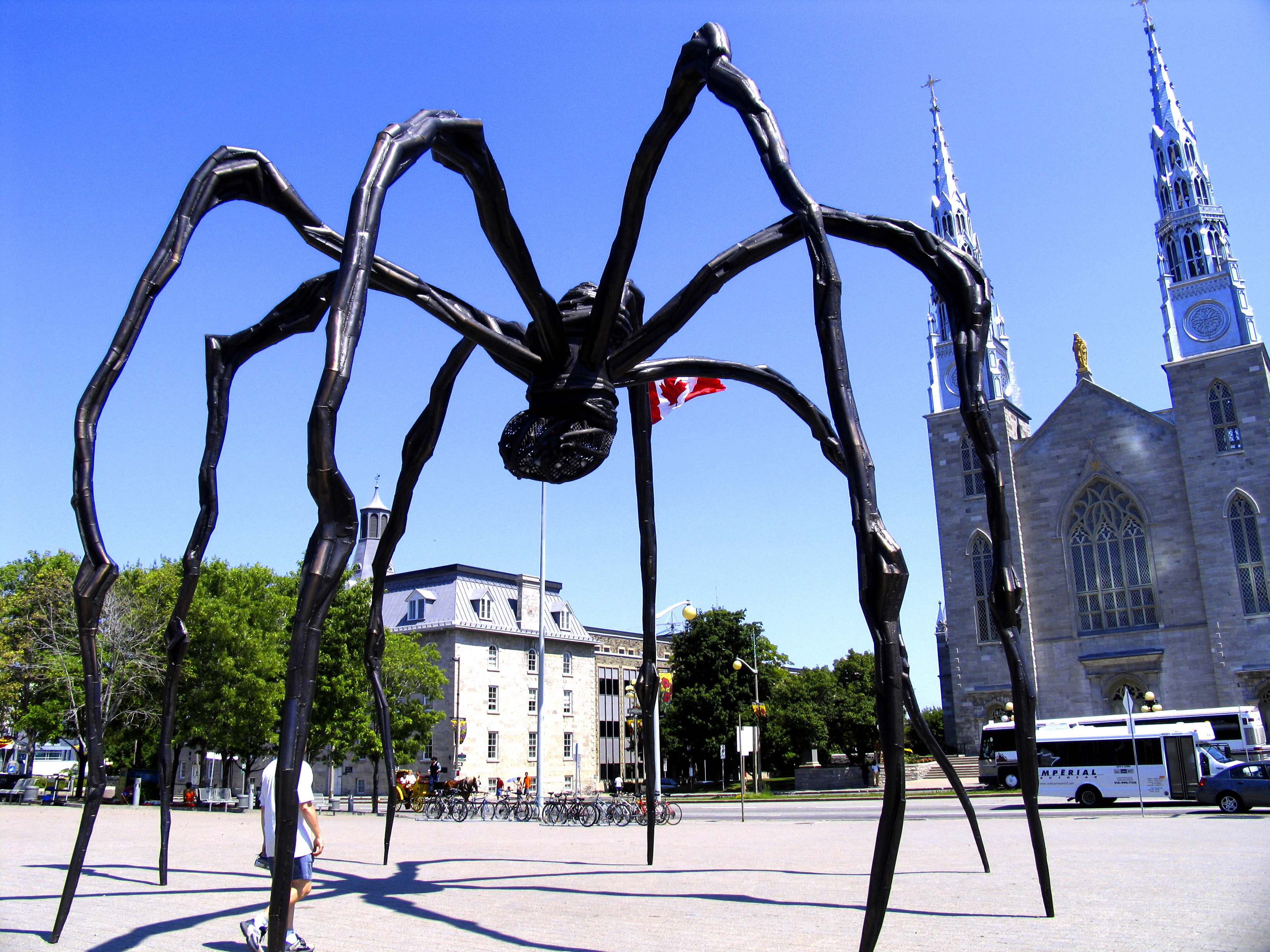
캐나다 국립미술관에 전시중인 동상

마망(Maman)은 루이즈 부르주아의 조각 작품이다. 거미를 본따 만든 것으로, 1999년에 제작되어 테이트 모던에서 처음으로 전시되었다.